# Вилла Тагиева
Вилла Гаджи Зейналабдина Тагиева (азерб. Hacı Zeynalabdin Tağıyevin villası) — летняя резиденция и дача Гаджи Зейналабдина Тагиева, где тот прожил свои последние годы. Архитектор — Юзеф Гославский.

## История
Тагиевская двухэтажная вилла была построена в 1893-1895 годах в поселке Мардакян, Баку. Охватывал территорию в пять гектаров.
Ворота дома были металлическими в ромбообразную решетку в каменном каркасе. Верхняя часть ворот была украшена резьбой по камню (элемент восточной архитектуры) и семью львиными головами, сделанными из камня. Во дворе находилась конюшня, пристройки. На двух этажах были размещены 50 комнат.

### Последствие
После установления в Азербайджане советской власти вилла была национализирована. Затем в годы Второй мировой войны здесь был размещен военный госпиталь.
С 1955 года в здании действовал санаторий №2 для реабилитации больных туберкулезом.
В 1996 году по указанию президента Азербайджана Гейдара Алиева наследнице Гаджи Зейналабдина Тагиева — Сафии Абдуллаевой-Тагиевой в полное владение была возвращена часть территории здания. Каменный забор делит виллу на две части — санаторий и дача наследников Тагиева.
В настоящее время по распоряжению президента Азербайджана Ильхама Алиева здание объявлено памятником архитектуры.